# Miltzow
Miltzow este o comună din landul Mecklenburg-Pomerania Inferioară, Germania.